# Ute Biernat
Ute Biernat (* 3. März 1960 in Oelde) ist eine deutsche Fernsehproduzentin und Geschäftsführerin der UFA Show & Factual GmbH.

## Leben

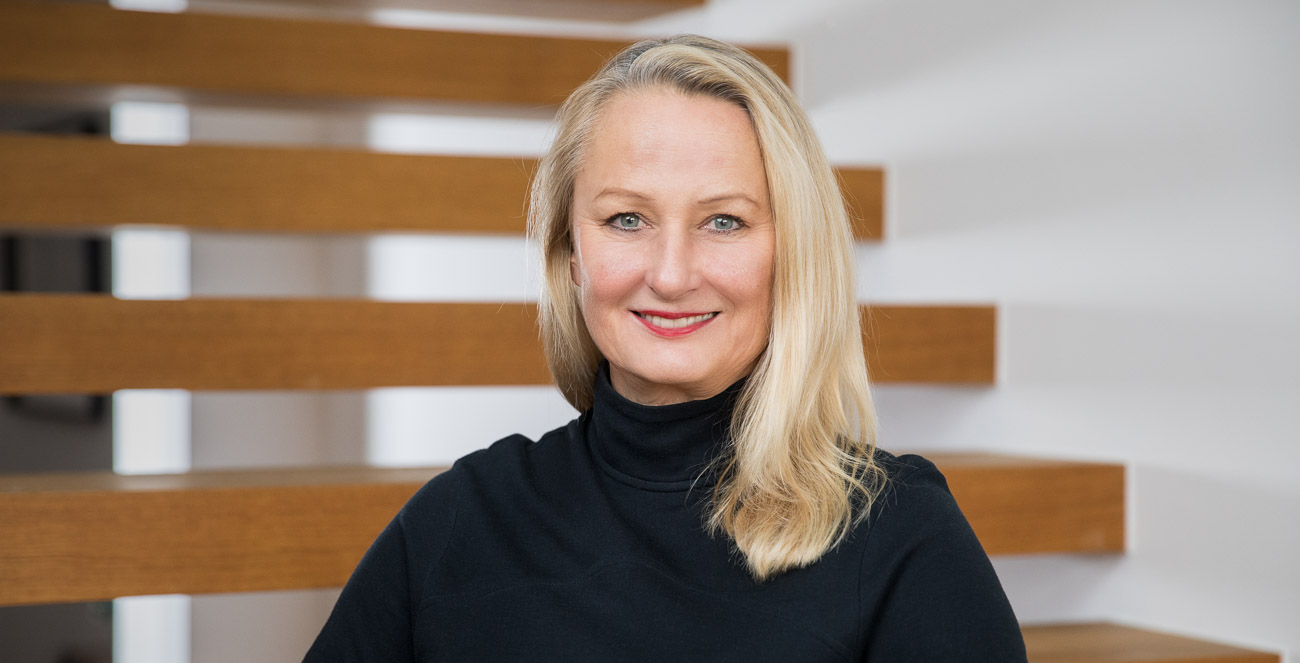
Ute Biernat (2018)

Nach dem Studium der Theater-, Film- und Fernsehwissenschaft, Germanistik und Kunstgeschichte an der Universität zu Köln begann Ute Biernat ihre Laufbahn zunächst als Regisseurin und Autorin für Magazine und Dokumentationen. 1992 ging sie als freie Mitarbeiterin nach Neuseeland und Australien. Anschließend arbeitete sie in verschiedenen Funktionen in den USA. 1994 kehrte sie nach Deutschland zurück und war zunächst als Freelancer für Sender und Produzenten tätig. 1996 stieg sie als Executive Producer bei Grundy TV ein, zwei Jahre später übernahm sie die Funktion des Senior Executive Producer bei Pearson Television Deutschland (später zunächst GRUNDY Light Entertainment und ab 2013 UFA SHOW GmbH).
Im Juni 2000 übernahm Biernat die Geschäftsführung der UFA SHOW GmbH, heute UFA Show & Factual GmbH. Als Geschäftsführerin der Kölner Unterhaltungsschmiede verantwortet sie Show-Produktionen in deutschsprachigen Ländern Europas sowie in Ungarn, darunter „Deutschland sucht den Superstar“, „Das Supertalent“, „Take Me Out“, „Familien Duell“, „Der Preis ist heiß“ und „Ruck Zuck“, „You can dance“, „Die grössten Schweizer Talente“, „X Factor“, „Sag die Wahrheit“ und „Wer weiß denn sowas?“. Im Juni 2010 übernahm Biernat zusätzlich zu ihren bisherigen Aufgaben die Geschäftsführung der UFA FACTUAL GmbH (ehemals UFA Entertainment) und verantwortet damit ebenfalls Factual-Formate wie „Bauer sucht Frau“, „Die Superhändler“ und „Hartz und herzlich“. Auch die erste Staffel des Netflix-Erfolgsformates Too Hot to Handle: Germany wurde von UFA Show & Factual unter der Geschäftsführung von Ute Biernat produziert.
Im Mai 2024 übernahm Ute Biernat zudem neben ihrer Funktion als Geschäftsführerin der UFA Show & Factual auch die Gesamtverantwortung für den Ausbau des Doku-Genres unter dem bestehenden Label der UFA Documentary. Bereits 2019 hat UFA Show & Factual unter der Leitung von Ute Biernat die MOSAiC-Expedition, die größte Arktis Expedition aller Zeiten, begleitet und mit „Expedition Arktis“ (Arctic Drift) die erste High-End-Dokumentation der UFA produziert.
Zusätzlich zu ihren Aufgaben übernahm Biernat gemeinsam mit Emese Ács im Oktober 2024 außerdem die Geschäftsführung der ungarischen Produktionsfirma UFA Produkció.
Biernat ist seit 2006 Mitglied im Beirat des Grimme Instituts und seit 2009 Mitglied der Vollversammlung der IHK Köln. 2024 war Ute Biernat Jurymitglied beim Deutschen Fernsehpreis. Sie hat sich zudem fünfzehn Jahre lang für die FRAPA (Format Recognition and Protection Association) engagiert, von 2007 bis 2013 als Vorsitzende der FRAPA.
Darüber hinaus ist Ute Biernat Mitglied im Gremium des Deutschen Entertainment Awards (DEA), den die Sektion Entertainment der Produktionsallianz seit 2022 vergibt.
Ute Biernat ist seit 2024 Executive Sponsorin des Bertelsmann Mitarbeitendennetzwerks be.queer, das sich für Diversität und Inklusion einsetzt. Ihr Engagement umfasst unter anderem die Unterstützung von Veranstaltungen wie dem Christopher Street Day in Köln.
2025 gab sie nach Erreichen der Altersgrenze ihren Posten in der UFA-Geschäftsführung auf. Michael Hanfeld nannte sie aus diesem Anlass in der Frankfurter Allgemeinen Zeitung „eine der prägenden Figuren im deutschen Unterhaltungsfernsehen“.